# Ptychostomella tyrrhenica
Ptychostomella tyrrhenica är en djurart som tillhör fylumet bukhårsdjur, och som beskrevs av Hummon, Todaro och Ezio Tongiorgi 1993. Ptychostomella tyrrhenica ingår i släktet Ptychostomella och familjen Thaumastodermatidae. Inga underarter finns listade i Catalogue of Life.